# Казаккуловский сельсовет
Казаккуловский сельсове́т (баш. Ҡаҙаккол ауыл советы) — упразднённая в 2008 году административно-территориальная единица и сельское поселение (тип муниципального образования) в составе Учалинского района. Код ОКАТО — 80253835000. Согласно Закону Республики Башкортостан «О границах, статусе и административных центрах муниципальных образований в Республике Башкортостан» от 16 декабря 2004 года Казаккуловский сельсовет имел статус сельского поселения. Центром сельсовета являлось деревня  Казаккулово.

## Состав сельсовета
- д. Казаккулово,
- д. Карагужино,
- д. Кубагушево.

## История
В 2004 году Законом Республики Башкортостан в Абзаковский сельсовет (Белорецкий район) передана часть территории Казаккуловского сельсовета Учалинского района:

1. Изменить границы Абзелиловского района, Баимовского сельсовета Абзелиловского района, Белорецкого района, Абзаковского сельсовета Белорецкого района согласно представленной схематической карте, передав часть территории площадью 2683 га Баимовского сельсовета Абзелиловского района в состав территории Абзаковского сельсовета Белорецкого района.

28. Изменить границы Учалинского района, Казаккуловского сельсовета Учалинского района, Белорецкого района, Абзаковского сельсовета Белорецкого района согласно представленной схематической карте, передав часть территории площадью 2194 га Казаккуловского сельсовета Учалинского района в состав территории Абзаковского сельсовета Белорецкого района.
В 2008 году территория сельсовета отдана в соседний Миндякский сельсовет.
Законом Республики Башкортостан от 19.11.2008 N 49-з «Об изменениях в административно-территориальном устройстве Республики Башкортостан в связи с объединением отдельных сельсоветов и передачей населённых пунктов»:

"Внести следующие изменения в административно-территориальное устройство Республики Башкортостан:
43) по Учалинскому району:

 в) объединить Миндякский, Озёрный и Казаккуловский сельсоветы с сохранением наименования «Миндякский» с административным центром в селе Миндяк.
Включить село Озёрный, деревни Аслаево, Батталово, Узунгулово Озёрного сельсовета, деревни Казаккулово, Карагужино, Кубагушево Казаккуловского сельсовета в состав Миндякского сельсовета.

Утвердить границы Миндякского сельсовета согласно представленной схематической карте.

Исключить из учётных данных Озёрный и Казаккуловский сельсоветы 

## Географическое положение
На 2008 год граничил граничил с Белорецким и Абзелиловским районами, с муниципальными образованиями Амангильдинский сельсовет, Озёрный сельсовет, Миндякский сельсовет («Закон Республики Башкортостан от 17.12.2004 N 126-з (ред. от 19.11.2008) „О границах, статусе и административных центрах муниципальных образований в Республике Башкортостан“»).

## Природа
Земли Зауральского лесничества Учалинского лесхоза. Болота Кульбаши. озера Узункуль, ручей Кара-Бызау, река Миндяк.

## автодороги
Учалы — Озерный, Белорецк — Учалы — Миасс.